# شهرستان وارن (پنسیلوانیا)
شهرستان وارن، پنسیلوانیا (به انگلیسی: Warren County, Pennsylvania) شهرستانی در ایالات متحده آمریکا است که در پنسیلوانیا واقع شده‌است.

## خصوصیات
شهرستان وارن ۲٬۳۲۵ کیلومترمربع مساحت دارد.